# Guerres turco-venecianes
Les guerres turco-venecianes, també conegudes com les guerres otomano-venecianes, van ser un seguit de conflictes entre l'Imperi Otomà i la República de Venècia que es van desenvolupar entre el 1396 i el 1718.

## Conflictes

### Croada de Nicòpolis
La batalla de Nicòpolis, també coneguda com la Croada de Nicòpolis, va ser un enfrontament que va tenir lloc el 25 de setembre de 1396 i que va resultar en la derrota d'un exèrcit croat a mans de les tropes otomanes. La batalla va suposar la fi del Segon Imperi Búlgar, a més de constituir una de les darreres croades de l'edat mitjana. Les forces venecianes hi van participar aportant la seva flota, que havia de protegir l'avenç dels croats.

### Batalla de Gal·lípoli
La batalla de Gal·lípoli va ser un conflicte esdevingut el 29 de maig de 1416 entre una esquadra de la flota veneciana i una flota otomana establerta a la base naval de Gal·lípoli. Aquesta batalla va ser l'episodi principal d'un breu conflicte entre les dues potències, conseqüència dels atacs otomans contra les possessions venecianes i el fet de practicar la pesca al mar Egeu a finals del 1415. La flota veneciana, liderada per Pietro Loredan, estava encomanada amb la missió de transportar enviats venecians a veure el Sultà otomà, però tenia l'autorització d'atacar si els otomans es negaven a negociar. Tal com la flota veneciana es va aproximar a Gal·lípoli, els otomans van intercanviar foc amb ells, provocant la retirada de les forces venecianes.
Entre els presoners que van fer els venecians hi havia també cristians, alguns d'ells catalans, que havien entrat al servei dels otomans com a mercenaris. Tots ells van ser penjats a la verga dels vaixells.

### Setge de Tessalònica
El setge de Tessalònica va ser un enfrontament que va tenir lloc entre el 1422 i el 1430, en el qual l'Imperi Otomà va acabar capturant la ciutat de Salònica de mans de l'Imperi Romà d'Orient. Com que la demanda d'assistència pels aristòcrates a Constantinoble no van tenir resposta, aquests van convèncer el Dèspota de la ciutat perquè demanés assistència a la República de Venècia.

### Primera guerra turco-veneciana (1463-1479)
La primera guerra turco-veneciana va ser un conflicte entre la República de Venècia i els seus aliats contra l'Imperi Otomà, desenvolupada entre el 1463 i el 1479. Lliurada poc després de la caiguda de Constantinoble, el desenllaç del conflicte va acabar amb victòria otomana, i la pèrdua per part veneciana dels seus enclavaments a Albània i Grècia, destacant l'illa de Negrepont (Euboea), que havia estat un protectorat venecià durant segles. Part de la població del continent va migrar a les illes.

### Segona guerra turco-veneciana (1499-1503)
La segona guerra turco-veneciana, també coneguda com a Guerra turco-veneciana de 1499-1503, fou un conjunt de batalles navals entre l'Imperi Otomà i la República de Venècia pel control d'un seguit de terres, la possessió de les quals era controvertida, situades al mar Egeu, la Mar Jònica i el mar Adriàtic.
La primera batalla d'aquesta guerra, la batalla de Zonchio, és considerada la primera batalla naval de la història en què es van utilitzar canons dels vaixells contra altres vaixells (com a mínim, la primera de la que es té documentació.) Els turcs, sota el comandament de l'almirall Kemal Reis, van sortir victoriosos en aquests conflictes i van obligar els venecians a reconèixer les victòries otomanes el 1503, després que les incursions de la cavalleria turca arribessin a territori venecià, al nord d'Itàlia.

### Tercera guerra turco-veneciana (1537-1540)
La tercera guerra turco-veneciana va ser la segona de les tres guerres entre Venècia i l'Imperi Otomà que van tenir lloc durant el segle xvi. Aquest conflicte va ser el resultat de l'aliança franco-otomana, que pretenien conquerir entre les dues potències la Península italiana.

### Quarta guerra turco-veneciana (1570-1573)
La quarta guerra turco-veneciana, també coneguda com la Guerra de Xipre, va ser un conflicte militar desenvolupat entre el 1570 i el 1573 en el qual l'Imperi Otomà va prendre l'illa de Xipre de mans de la República de Venècia.

### Cinquena guerra turco-veneciana (1645-1669)
La cinquena guerra turco-veneciana, també coneguda com a Guerra de Creta o Guerra de Càndia, va ser un conflicte militar que va enfrontar la República de Venècia i els seus aliats (els cavallers de Malta, els Estats Papals i el regne de França) contra l'Imperi Otomà. Els combats es van realitzar principalment a l'illa de Creta, la possessió més gran i rica de Venècia fora del seu territori. Aquesta guerra es va lliurar entre el 1645 i el 1669, i va acabar amb victòria otomana.

### Sisena guerra turco-veneciana (1684-1699)
La sisena guerra otomana-veneciana, més coneguda com la Guerra de Morea (italià: Guerra di Morea), va ser un conflicte militar que va enfrontar l'Imperi Otomà i la República de Venècia entre el 1684 i el 1699, en el marc de la "Gran Guerra turca". Les operacions militars van anar des de Dalmàcia fins al Mar Egeu, però la campanya principal de la guerra va ser la conquesta veneciana de la península de Morea, al sud de Grècia. Pel costat venecià, es va lluitar per venjar la pèrdua de Creta a la guerra anterior (1645-1669), mentre que els otomans van lluitar a la seva frontera nord contra els Habsburgs i no van poder concentrar les seves forces contra la República. Com a tal, la Guerra de Morea té la distinció de ser l'únic conflicte otomano-venecià, del qual Venècia en va sortir victoriós, guanyant un territori significatiu.

### Setena guerra turco-veneciana (1714-1718)
La setena guerra turco-veneciana, també coneguda com a segona guerra de Morea, la Guerra petita o Guerra de Sinj a Croàcia, va ser un conflicte militar que va enfrontar la República de Venècia i l'Imperi Otomà entre el 1714 i el 1718. Va ser el darrer conflicte entre aquestes dues potències, i va acabar amb la victòria otomana i la pèrdua, per part de Venècia, de les seves principals possessions a la península grega i el Peloponès. Venècia es va salvar d'una derrota més gran gràcies a la intervenció d'Àustria el 1716; gràcies a les victòries austríaques, es va poder signar la Pau de Passarowitz, el 1718, que acabava amb la guerra.